# Alberto Arnoldi
Pour les articles homonymes, voir Arnoldi.
Alberto Arnoldi (... - ...) est un architecte et un sculpteur italien originaire de Lombardie, qui a participé à la construction de Santa Maria del Fiore, noté actif entre 1351 et 1364.

## Œuvres
- Direction et travaux à Santa Maria del Fiore vers 1358[1]
- Cycle des sacramenti au Campanile de Giotto
- Loggia del Bigallo entre 1352 et 1358
- Madonna à la Loggia del Bigallo (1358)

## Sources
- (it) Cet article est partiellement ou en totalité issu de l’article de Wikipédia en italien intitulé « Alberto Arnoldi » (voir la liste des auteurs).